# Superliga 1993/94 (Spanien)
Die Saison 1993/94 war die 20. Spielzeit der Superliga, der höchsten spanischen Eishockeyspielklasse. Meister wurde zum dritten Mal in der Vereinsgeschichte der CH Jaca.  

## Hauptrunde

### Modus
In der Hauptrunde absolvierte jede der fünf Mannschaften insgesamt 16 Spiele. Der Erstplatzierte der Hauptrunde wurde Meister. Für einen Sieg erhielt jede Mannschaft zwei Punkte, bei einem Unentschieden gab es ein Punkt und bei einer Niederlage null Punkte.

### Tabelle
|    | Klub           | Sp | S  | U | N  | Tore   | Punkte |
| -- | -------------- | -- | -- | - | -- | ------ | ------ |
| 1. | CH Jaca        | 16 | 13 | 1 | 2  | 164:49 | 27     |
| 2. | CH Txuri Urdin | 16 | 12 | 1 | 3  | 149:58 | 25     |
| 3. | CG Puigcerdà   | 16 | 10 | 0 | 6  | 111:58 | 20     |
| 4. | FC Barcelona   | 16 | 4  | 0 | 12 | 63:106 | 8      |
| 5. | CH Gasteiz     | 16 | 0  | 0 | 16 | 25:241 | 0      |

Sp = Spiele, S = Siege, U = unentschieden, N = Niederlagen, OTS = Overtime-Siege, OTN = Overtime-Niederlage, SOS = Penalty-Siege, SON = Penalty-Niederlage